# Bệnh nhân cách
Theo truyền thống, psychopathy (tạm dịch: biến thái nhân cách, biến thái tâm lý, biến thái tinh thần) là một rối loạn nhân cách được đặc trưng vi các hành vi chống đối xã hội dai dẳng, thiếu sự đồng cảm và sự hối hận, và những đặc điểm táo bạo, không sợ hãi và tự cao tự đại. Nó đôi khi được coi là đồng nghĩa với sociopathy. Các quan niệm khác nhau về bệnh nhân cách đã được sử dụng trong suốt lịch sử chỉ chồng chéo một phần và đôi khi còn có thể trái ngược nhau.
Tiếng Trung dịch là: tinh thần/tâm lý bệnh thái (tình trạng bệnh về tinh thần/tâm lý), cũng có trang dịch là tinh thần/tâm lý biến thái. Ở đây nên chọn từ hợp tiếng Việt là bệnh biến thái nhân cách/ biến thái tâm lý.
Từ nguyên: gốc Hy Lạp psyche (ψυχή) "soul" và pathos (πάθος) "suffering, feeling". Nghĩa đen tạm dịch là: trải nghiệm, cảm thấy linh hồn. Có lẽ là ý muốn nói kẻ bệnh thích trải nghiệm cảm giác đau đớn, đau khổ, v.v. của nạn nhân nhằm thoả mãn thú tính.
Hervey M. Cleckley, một bác sĩ tâm thần người Mỹ, cũng như nhà tâm lý học người Mỹ George E. Partridge đã ảnh hưởng đến các tiêu chuẩn chẩn đoán ban đầu về phản ứng / rối loạn nhân cách chống đối xã hội trong Cẩm nang Chẩn đoán và Thống kê Rối loạn tâm thần (DSM). DSM và phân loại quốc tế về bệnh (ICD) sau đó giới thiệu các chẩn đoán của rối loạn nhân cách chống đối xã hội (ASPD) và rối loạn nhân cách phân ly (DPD) tương ứng, trong đó nêu rằng những chẩn đoán đã được đề cập đến (hoặc bao gồm những gì được gọi) như bệnh nhân cách hoặc sociopathy. Việc tạo ra ASPD và DPD được thúc đẩy bởi thực tế là nhiều đặc điểm kinh điển của bệnh thái nhân cách không thể đo lường một cách khách quan. Nhà tâm lý học người Canada Robert D. Hare sau đó đã phổ biến lại cấu trúc của bệnh lý tâm thần trong tội phạm học với Danh sách kiểm tra bệnh lý tâm lý của mình.
Mặc dù không có tổ chức tâm thần hoặc tâm lý nào đã xử phạt một chẩn đoán có tên "bệnh tâm thần", các đánh giá về đặc điểm tâm thần được sử dụng rộng rãi trong môi trường tư pháp hình sự ở một số quốc gia và có thể có hậu quả quan trọng đối với cá nhân. Nghiên cứu về bệnh thái nhân cách là một lĩnh vực nghiên cứu tích cực, và thuật ngữ này cũng được sử dụng bởi công chúng, báo chí phổ biến và trong các miêu tả hư cấu. Mặc dù thuật ngữ này thường được sử dụng phổ biến cùng với "điên" và "bệnh tâm thần", có một sự khác biệt về phân loại giữa rối loạn tâm thần và bệnh nhân cách.